# ناحیه کوفستاین
کوفستاین (به آلمانی: Kufstein District) یک ناحیه در اتریش است که در ایالت تیرول واقع شده‌است. کوفستاین ۱۰۱٬۳۲۱ نفر جمعیت دارد.